# Idi Amin Dada
Idi Amin Dada (Kampala/Koboko, vjerojatno 1925. – Jedda, 16. kolovoza 2003.), općenito poznat samo kao Idi Amin, bio je ozloglašeni vojni diktator i predsjednik ugandski u razdoblju od 1971. do 1979. godine. 

## Životopis
Rodio se u Kampali u obitelji katolika kao Idi Awo - Ongo Angoo. Otac mu je bio iz plemena Kakwa, a majka iz plemena Lugbara. Progonio je pripadnike plemena Acholi i Lango, posebice kada su ga vojnici iz tih plemena pokušali svrgnuti u rujnu 1972. Tada ih je vodio Milton Obote. Bio je visoki časnik u vojsci. Nakon neovisnosti Ugande, nije bio zadovoljan vladom pa je 25. siječnja 1971. godine vojnim udarom došao na vlast. Bio je vrlo okrutan: progonio je, ubijao i mučio manjinska plemena u Ugandi, kršćane, a Azijatima je dao rok od tri mjeseca da napuste zemlju. Navodno mu je to rekao Bog u snu. Bio je blizak s PLO-om, a 1973. godine poslao je vojnike u Yomkippurskom ratu. "Istakao" se u Operaciji Yonatan u Entebbeu 1976. godine.
Nakon što je srušen s vlasti 1979. godine pobjegao je u Saudijsku Arabiju. Broj njegovih žrtava kreće se od 300 do 500.000 ljudi. Bolovao je od sifilisa, a navodno je čak bio i ljudožder. Sumnje o kanibalizmu nikada nisu potvrđene. Brojka o ovoliko pobijenih ljudi počele su kružiti već osamdesetih godina.
Volio je jesti kavijar i kobasice. Volio je trkaće aute, boks, i Disneyjeve crtiće. Bavio se i sportom, a naslov prvaka u boksu držao je od 1951. do 1960. Bio je srednjaš. 
Kada se saznalo da je bolestan, njegova žena molila je vlasti da se Amin vrati barem umrijeti u domovini. Odgovorili su joj da ako se vrati, mora odgovarati za sva zlodjela.
Nakon što je pobjegao iz zemlje, u Saudijskoj Arabiji otvorio je bankovni račun.
U vojsci je provodio etničko čišćenje, oslobađajući je časnika koji su vukli porijeklo iz manjinskih plemena.
Imao je i teritorijalnih pretenzija na područja susjednih država.
Bio je iredentist.
Iako odgojen kao kršćanin, prešao je na islam. Bio je i predsjednik Organizacije afričkog jedinstva. Umro je u 75. godini u Jeddi, gdje je i pokopan. Svrgnuo je svog prethodnika i diktatora imenom Milton Obote. Nakon Aminova pada, Obote je vladao Ugandom još pet godina. Kada je pokušao ostvariti svoje iredentističke pretenzije, na teritorij Kenije i Tanzanije, kao dijelove kolonijalne Ugande, vojske tih zemalja su se udružile, napale ga, i 11. travnja 1979. prisilile na bijeg iz Kampale. Da bi na vojnu odoru objesio sve medalje, naredio da mu se tunike produlje. Amin je prezime koje mu je otac preuzeo preobrativši se na islam. Dada je nadimak koji je pokupio u Keniji. Naime, kad god bi ga nadređeni uhvatili sa ženskom u šatoru, on je uvijek vikao da mu je to dada tj. sestra.  
Tvrdi se, da je vjerojatno imao 49 djece, a neposredno prije njegove smrti s njim je živjelo njih devetero. Zadnje dijete, kći, rodila se 1992. godine.

## Vanjske poveznice
|  | Zajednički poslužitelj ima još gradiva o temi Idi Amin |